# La Chaise-Baudouin
La Chaise-Baudouin is een gemeente in het Franse departement Manche (regio Normandië) en telt 396 inwoners (1999). De plaats maakt deel uit van het arrondissement Avranches.

## Geografie
De oppervlakte van La Chaise-Baudouin bedraagt 12,2 km², de bevolkingsdichtheid is 32,5 inwoners per km².
De onderstaande kaart toont de ligging van La Chaise-Baudouin met de belangrijkste infrastructuur en aangrenzende gemeenten.

## Demografie
Onderstaande figuur toont het verloop van het inwonertal (bron: INSEE-tellingen).

1. ↑  Populations de référence 2022.